# Ihimbo
Ihimbo ist ein Verwaltungsbezirk (englisch Ward) des Distrikts Kilolo in der tansanischen Region Iringa.

## Geografie
Ihimbo ist ein Bezirk auf dem südlichen Hochland von Tansania etwa 20 Kilometer Luftlinie südöstlich der Regionshauptstadt Iringa. Der Bezirk grenzt im Norden an Irole, im Osten an Kising'a, im Süden an Mtitu, im Westen an Maguliwa und im Nordwesten an Luhota. Bei der Volkszählung 2022 lebten 11.536 Menschen in 2867 Haushalten auf einer Fläche von 165 Quadratkilometern.

## Gliederung
Der Bezirk besteht aus fünf Gemeinden (swahili Mtaa) mit 33 Orten (Kitongoji):
| Ihimbo - Ilangi - Mtege - Winome - Muhimbili - Ihongole - Chama - Itakula | Itimbo - Itimbo Kati - Iwonde - Lwiva - Ibohola - Lukago A - Lukago B - Ibaning'ombe - Magogoni | Isoliwaya - Mhimbili - Isoliwaya - Itulilo - Mtego - Uiligovanu | Utengule - Ilala - Kitumbuka - Itengule - Magangamatatu - Lulindi - Majengo - Mjimweka - Frelimo | Italula - Mnapelo - Italula - Chama - Mkewa - Kibaoni |

## Infrastruktur
- Bildung: Im Bezirk liegen zwei weiterführende Schulen.[7] Die Mtitu Secondary School ist eine staatliche Schule, die rund 200 Schüler bis zur 4. Stufe ausbildet.[8] Die St. James Kilolo Secondary School ist eine Privatschule, in der 22 Lehrer 540 Schüler (Stand 2024) in Mathematik, Naturwissenschaften (Physik, Chemie, Biologie), Geisteswissenschaften (Geschichte, Geographie, Sozialkunde), Sprachen (Kiswahili, Englisch) und Informations- und Kommunikationstechnologie unterrichten.[9]
- Gesundheit: In den Gemeinden Ihimbo,[10] Itimbo[11] und Utengule[12] gibt es je eine Apotheke. Die erste wird von der evangelisch-lutherischen Kirche geführt, die beiden anderen sind staatlich.